# Vidal Rock
Der Vidal Rock (in Chile Islote Vidal und Islote Navegante Vidal) ist ein Klippenfelsen im Archipel der Südlichen Shetlandinseln. In der Discovery Bay von Greenwich Island ragt er 1,3 km westlich des Ferrer Point auf.
Teilnehmer der 1. Chilenischen Antarktisexpedition (1946–1947) benannten ihn nach Osvaldo Vidal, der bei dieser Forschungsreise auf der Fregatte Iquique zuständig war für das Echolot.